# Wyspa Drygalskiego
Wyspa Drygalskiego (Drygalski Island) – pokryta lodem antarktyczna wyspa, leżąca na Morzu Davisa, na zachód od lodowca szelfowego Shackletona. Odległa o 85 km od wybrzeża kontynentu.
Pierwszy raz została dostrzeżona z lądu antarktycznego w listopadzie 1912 r., a bliżej obserwowana była ze statku Aurora w styczniu 1914 r. Nazwana imieniem niemieckiego profesora Ericha von Drygalskiego, badacza Antarktydy.